# 柳秀榮
柳秀榮（韓語：류수영，1979年9月5日—）或譯柳受榮、柳秀永、柳秀英，韓國男演員。2013年在韓劇《Two Weeks》和女演員朴河宣合作相識，2017年1月22日，柳秀榮和交往兩年的朴河宣舉行婚禮，成為劇壇知名的銀色夫妻檔。

## 演出作品

### 電視劇
- 2002年：SBS《開朗少女成功記》飾演 吳俊泰
- 2003年：MBC《迴旋木馬》飾演 全秀明
- 2003年：SBS《初戀》
- 2004年：SBS《最後的舞請與我一起》飾演 鄭泰民
- 2005年：KBS《18．29》飾演 姜尚永
- 2005年：MBC《還生-NEXT》飾演 閔基范／尹明真／卡沙里／琴錫虎／秦修伯
- 2006年：KBS《漢城1945》飾演 崔雲赫
- 2007年：SBS《不良情侶》飾演 崔啟贊
- 2008年：MBC《大韓民國的律師》飾演 邊赫
- 2011年：MBC《My Princess》飾演 南廷宇
- 2011年：KBS《烏鵲橋兄弟》飾演 黃泰範
- 2012年：MBC《兒子傢伙們》飾演 柳旻基
- 2013年：KBS《Drama Special－我舊錢包裡的回憶》飾演 李英宰
- 2013年：MBC《Two Weeks》飾演 林承佑
- 2014年：SBS《無盡的愛》飾演 韓光勳
- 2015年：KBS《Blood》飾演 朴賢瑞（特別出演）
- 2015年：KBS《奇怪的兒媳》飾演 車明錫
- 2016年：KBS《鄰家律師趙德浩》飾演 申志旭
- 2017年：KBS《爸爸好奇怪》飾演 車正煥
- 2018年：SBS《善良魔女傳》飾演 宋宇鎮
- 2019年：MBC《悲傷時愛你》飾演 姜仁旭
- 2021年：MBC《有目標了》飾演 李在英
- 2023年：Netflix《女王制造者》饰演 白载民
- 2023年：Netflix《猎犬》飾演 李斗英
- 2023年：tvN《閃亮的西瓜》飾演 李時國（46歲時期）

### 電影
- 2001年：《愛的色放》
- 2003年：《Blue》
- 2013年：《辯護人》飾演 李倉俊（海東建設副會長）
- 2020年：《铁雨2: 首脑峰会》 飾演 白头号核潜艇舰长

### 音樂劇
- 2013年：《小姐與流氓》《 2013-11-01 ~ 2014-01-05》BBC劇場

## 綜藝節目
- 2013年：MBC《真正的男人》
- 2018年：MBN《随心所欲地走吧》（폼나게 가자, 내멋대로）[2]
- 2018年：SBS《BIG PICTURE FAMILY》
- 2021年：SBS《我的幻想之家》主持[3]
- 2021年：KBS2《柳秀荣的动物TV》主持[4]
- 2022年：Netflix《好湯國度》
- 2020年—：KBS2《新品上市 便利餐廳》
- 2023年：SBS《邻居家的丈夫们—绿色父亲会》（옆집 남편들-녹색 아버지회）[5]
- 2024年：SBS《叢林飯》
- 2025年：SBS《叢林飯2》

## 奖项荣誉
- 2023年：第31届大韩民国文化演艺大奖电视剧部门最优秀男演员奖（《女王制造者》）[6]

## 外部連結
- 柳秀榮的Instagram帳戶